# كارويزاوا
كارويزاوا Karuizawa, Nagano هي مدينة يابانية تقع في مقاطعة ناغانو في اليابان.
بلغ عدد سكانها عام 2008 حوالي 18 ألف نسمة، وتبلغ مساحتها 156 كم مربع. تتميز بجوها الرائع الذي يجذب السياح من كل مكان، ويفضلها كثير من اليابانيين لقضاء فصل الصيف. وتزدهر بها حركة التجارة، وبها شارع تجاري تاريخي اسمه غينزا دوري.
استضافت المدينة بعضا من أحداث دورة الألعاب الأولمبية الصيفية عام 1964. وكذلك في الألعاب الشتوية عام 1998. وهي بذلك المدينة الوحيدة في العالم التي اسضافت كلا من الألعاب الصيفية والشتوية.

## المناخ
يظهر الجدول التالي التغييرات المناخية على مدار السنة لكارويزاوا:
| البيانات المناخية لـكارويزاوا     | البيانات المناخية لـكارويزاوا | البيانات المناخية لـكارويزاوا | البيانات المناخية لـكارويزاوا | البيانات المناخية لـكارويزاوا | البيانات المناخية لـكارويزاوا | البيانات المناخية لـكارويزاوا | البيانات المناخية لـكارويزاوا | البيانات المناخية لـكارويزاوا | البيانات المناخية لـكارويزاوا | البيانات المناخية لـكارويزاوا | البيانات المناخية لـكارويزاوا | البيانات المناخية لـكارويزاوا | البيانات المناخية لـكارويزاوا |
| الشهر                             | يناير                         | فبراير                        | مارس                          | أبريل                         | مايو                          | يونيو                         | يوليو                         | أغسطس                         | سبتمبر                        | أكتوبر                        | نوفمبر                        | ديسمبر                        | المعدل السنوي                 |
| --------------------------------- | ----------------------------- | ----------------------------- | ----------------------------- | ----------------------------- | ----------------------------- | ----------------------------- | ----------------------------- | ----------------------------- | ----------------------------- | ----------------------------- | ----------------------------- | ----------------------------- | ----------------------------- |
| متوسط درجة الحرارة الكبرى °م (°ف) | 1.9 (35.4)                    | 2.3 (36.1)                    | 6.1 (43.0)                    | 13.2 (55.8)                   | 18.2 (64.8)                   | 20.6 (69.1)                   | 24.0 (75.2)                   | 25.5 (77.9)                   | 20.5 (68.9)                   | 15.2 (59.4)                   | 10.5 (50.9)                   | 4.8 (40.6)                    | 13.6 (56.4)                   |
| المتوسط اليومي °م (°ف)            | −3.9 (25.0)                   | −3.6 (25.5)                   | −0.4 (31.3)                   | 6.3 (43.3)                    | 11.5 (52.7)                   | 15.3 (59.5)                   | 19.0 (66.2)                   | 20.2 (68.4)                   | 15.7 (60.3)                   | 9.2 (48.6)                    | 4.1 (39.4)                    | −1.1 (30.0)                   | 7.7 (45.9)                    |
| متوسط درجة الحرارة الصغرى °م (°ف) | −9.5 (14.9)                   | −9.0 (15.8)                   | −6.0 (21.2)                   | −0.1 (31.8)                   | 5.0 (41.0)                    | 10.9 (51.6)                   | 15.3 (59.5)                   | 16.2 (61.2)                   | 12.2 (54.0)                   | 4.4 (39.9)                    | −1.2 (29.8)                   | −6.4 (20.5)                   | 2.7 (36.8)                    |
| الهطول مم (إنش)                   | 29.9 (1.18)                   | 43.0 (1.69)                   | 59.6 (2.35)                   | 84.2 (3.31)                   | 108.8 (4.28)                  | 187.4 (7.38)                  | 184.1 (7.25)                  | 159.3 (6.27)                  | 173.3 (6.82)                  | 107.7 (4.24)                  | 50.7 (2.00)                   | 23.3 (0.92)                   | 1٬211٫3 (47.69)               |
| متوسط تساقط الثلوج سم (إنش)       | 29 (11)                       | 43 (17)                       | 37 (15)                       | 8 (3.1)                       | 0 (0)                         | 0 (0)                         | 0 (0)                         | 0 (0)                         | 0 (0)                         | 1 (0.4)                       | 3 (1.2)                       | 16 (6.3)                      | 137 (54)                      |
| متوسط الرطوبة النسبية (%)         | 74                            | 75                            | 73                            | 72                            | 74                            | 84                            | 87                            | 86                            | 88                            | 83                            | 77                            | 74                            | 79                            |
| ساعات سطوع الشمس الشهرية          | 169.6                         | 156.3                         | 183.0                         | 175.1                         | 191.4                         | 126.4                         | 126.5                         | 158.0                         | 107.7                         | 134.9                         | 149.6                         | 165.2                         | 1٬843٫7                       |
| المصدر: NOAA (1961–1990)          |                               |                               |                               |                               |                               |                               |                               |                               |                               |                               |                               |                               |                               |

## أعلام
- كونيو تسوجي
- يوتا ماتسومورا
- كانيكو تاكاهاشي
- باول بريان
- تشياكي ماتسومورا